# Parque nacional Hamra
El parque nacional de Hamra (en sueco, Hamra nationalpark) es un parque nacional de Suecia situado en la provincia de Ljusdal, en la provincia de Gävleborg. Ocupa una superficie de 1.383 hectáreas en una zona de relieve poco pronunciado a lo largo del río Svartån.
La región se encuentra habitada desde la Edad de Piedra principalmente alrededor de los lagos. NO obstante, el territorio se encontraba poco poblada hasta que se instalaron allá por el siglo XVII los finlandeses, llamados por los suecos skogfinn (literalmente finlandeses de los bosques. Estos finlandeses eran maestros en la técnica de cultivo sobre tierra quemada y aplicaron esta técnica en los bosques de la región para su explotación. Poco a poco esta técnica fue abandonada y el bosque pasó a ser utilizado en el transcurso del siglo XIX en provecho de la industria minera. El bosque de Hamra fue eximido durante un tiempo de esta explotación, en parte gracias a las dificultades que presentaban los ríos de la zona para el transporte utilizando la técnica de flotación de los troncos. El bosque conserva su característica de bosque primario hasta finales del siglo XIX.
Es precisamente para conservar una parte del bosque primario que entonces cubría una gran parte del norte de país para lo que se creó el parque nacional de Hamra en 1909, junto a otros ocho parques nacionales, siendo así los primeros parques nacionales de Suecia y de Europa. La meta principal de estos parques era proteger un territorio natural para la investigación científica y no para proteger un ecosistema y mucho menos para el turismo. De hecho, no se percibía la superficie como un criterio importante y el parque de Hamra no se extendía entonces más que 29 hectáreas. Cuando el concepto de parque nacional evoluciona a mediados del siglo XX, esta superficie parecía insuficiente, por lo que se propuso rebajar la clasificación de Hamra a la de reserva natural, pero las voces que se elevaron contra esta idea hicieron cambiar el rumbo a la decisión de su expansión. Gracias a ello el parque ha sido ampliado en 2011 hasta las 1.383 ha. Las zonas añadidas son variadas, añadiendo tanto viejos bosques como bosques más jóvenes y una amplia zona de humedales.
La superficie actual del parque está repartida entre un viejo bosque de coníferas característicos de la taiga y un conjunto de zonas pantanosas características de la zona subártica. Estos humedales, prácticamente no afectados por el drenaje, soportan una gran variedad de aves, en particular limícolas. A pesar de eso, es la zona forestal la que hace célebre al parque, especialmente los bosques antiguos, con una riqueza biológica digna de la de los bosques primarios. En particular, el parque abriga numerosas especies de musgos, hongos e insectos amenazados en Suecia,  donde la mayor parte de los bosques se encuentran en explotación. Así mismo, numerosas especies de aves ligadas a los viejos bosques están presentes en el parque, tales como pájaros carpinteros, lechuzas y búhos.
La ampliación del parque coincide con una nueva política en materia de turismo, que intenta revalorizar las características naturales del sitio para aumentar el número de visitas, que anteriormente era alrededor de 5000 visitantes al año.

## Toponimia
El parque nacional toma su nombre del pueblo fundado por los finlandeses del bosque (en sueco, Skogsfinn) Hamra situado en las proximidades del parque. El nombre del pueblo proviene de la palabra hammar que significa cumbre rocosa, por la cumbre en la que el pueblo está construido.

## Geografía

### Localización y fronteras
El parque nacional se encuentra situado cerca del municipio de Ljusdal, en el noroeste de la provincia de Gävleborg, en la provincia histórica de Hälsingland, a 13 kilómetros de la población de Los. Ocupa una extensión de 1.383 hectáreas a lo largo del curso del río Svartån.

### Relieve
Hamra está situada en una región en la cual el paisaje se denomina frecuentemente Bergkullslätt, es decir, una llanura salpicada de colinas rocosas aisladas. En Europa, este tipo de relieve solo se encuentra en Suecia y Finlandia. Sin embargo, esas colinas no se encuentran en el parque, pero están presentes en el paisaje no lejos del mismo. Se elevan unos 200 metros por encima del nivel de la llanura. El relieve del parque es por tanto plano, con una altitud de unos 400 m que decrece unos 80 m hacia el valle del río Voxnan al este. El río Svartån, que recorre el parque horada en la llanura una especie de cañón en las proximidades de su desembocadura en el río Voxnan.

### Climatología
Debido a sus pequeñas dimensiones y las relativamente pequeñas diferencias de altitud, el clima es muy similar en todos los lugares del parque. En comparación con el resto del país se trata de un clima continental con diferencias de temperaturas marcadas entre el verano y el invierno y entre el día y la noche. La cantidad de precipitación neta (precipitación menos evotranspiración es relativamente importante, situándose entre los 350 y 400 mm anuales. Debido a las bajas temperaturas, una parte importante de estas precipitaciones ocurren en forma de nieve. Las primeras heladas suelen empezar en el mes de septiembre y las últimas en el mes de mayo. La cobertura nevada comienza a mediados de noviembre y dura entre 150 y 175 días con un espesor máximo promedio entre 140 y 160 cm.
| Parámetros climáticos promedio de | Parámetros climáticos promedio de | Parámetros climáticos promedio de | Parámetros climáticos promedio de | Parámetros climáticos promedio de | Parámetros climáticos promedio de | Parámetros climáticos promedio de | Parámetros climáticos promedio de | Parámetros climáticos promedio de | Parámetros climáticos promedio de | Parámetros climáticos promedio de | Parámetros climáticos promedio de | Parámetros climáticos promedio de | Parámetros climáticos promedio de |
| Mes                               | Ene.                              | Feb.                              | Mar.                              | Abr.                              | May.                              | Jun.                              | Jul.                              | Ago.                              | Sep.                              | Oct.                              | Nov.                              | Dic.                              | Anual                             |
| --------------------------------- | --------------------------------- | --------------------------------- | --------------------------------- | --------------------------------- | --------------------------------- | --------------------------------- | --------------------------------- | --------------------------------- | --------------------------------- | --------------------------------- | --------------------------------- | --------------------------------- | --------------------------------- |
| Temp. media (°C)                  | -7.9                              | -6.5                              | -3.4                              | 1.2                               | 7.7                               | 12.5                              | 13.9                              | 12.3                              | 7.7                               | 3.4                               | -2.9                              | -6.4                              | 2.6                               |
| Precipitación total (mm)          | 42.3                              | 31.6                              | 39.3                              | 46.4                              | 54.2                              | 65.4                              | 93.1                              | 80.7                              | 80.2                              | 59.3                              | 58.2                              | 48.3                              | 699                               |
| [cita requerida]                  |                                   |                                   |                                   |                                   |                                   |                                   |                                   |                                   |                                   |                                   |                                   |                                   |                                   |

### Hidrografía

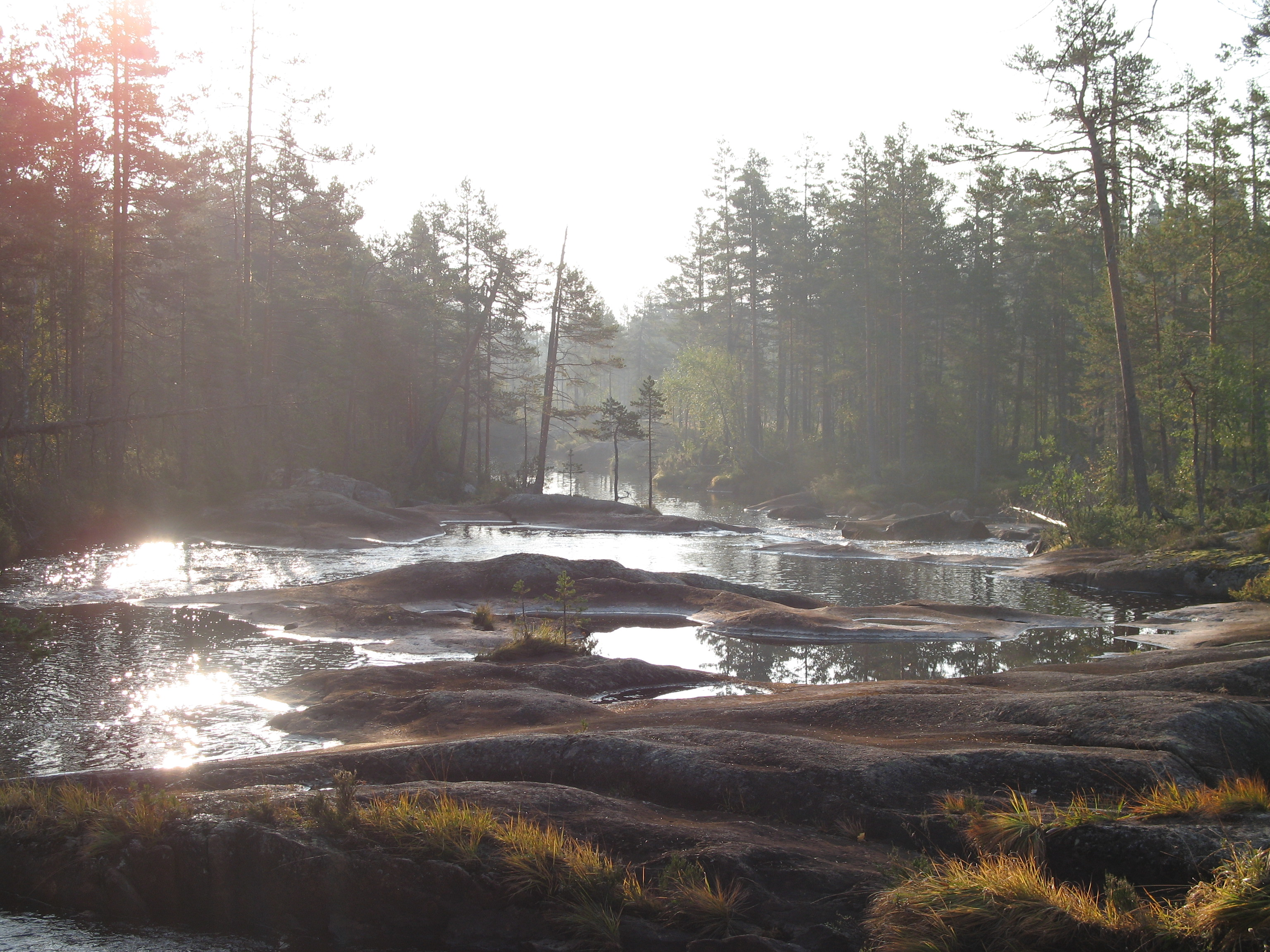
El río Svartån en el interior del parque

El agua es un elemento omnipresente en el parque y se encuentra en numerosas formas. El parque se encuentra atravesado por el Svartån, un pequeño río que recorre alrededor de 7.600 m antes de incorporarse al río Voxnan, principal afluente del Ljusnan. Si, en su curso alto, al oeste, el río parece más bien un arroyo en un valle poco profundo, poco a poco toma la apariencia de un verdadero río y forma un valle más profundo y abrupto antes de su incorporación en el Voxnan. Este río ha sido muy poco afectado por el hombre, por lo que conserva su aspecto original.
El parque tiene también varios lagos, relativamente pobres en nutrientes y con un pH ligeramente ácido. El mayor de estos lagos es Svansjön, cuyo nivel primitivo a la cota del antiguo parque se ha visto considerablemente rebajado por el hombre.
Uno de los elementos más característicos del parque son sus numerosas y diversas zonas húmedas, las cuales están motivadas en gran parte por unas importantes precipitaciones anuales en un terreno llano. El mayor conjunto de zonas húmedas del parque es Svartåmyran, alimentado por los ríos Svansjöbäcken y Svartån. Si bien la parte noroeste fue parcialmente drenada, la parte este se encuentra totalmente intacta.

## Geología
El parque nacional de Hambra está situado en una zona muy interesante desde el punto de vista geológico denominado sinclinal de Loss-Hamra. Así, a pesar de pequeña extensión del parque, se encuentran un gran número de rocas diferentes. En la parte sur del parque, delimitado aproximadamente por el río Svartån, se encuentra un granito porfídico rojo o rojo grisáceo. En el norte, se encuentra la granodiorita. En el centro de Svartåmyran se encuentra una falla de dirección norte-sur al este de la cual se encuentra una franja de rocas y es una falla en dirección norte-sur al este de las cuales es una banda de rocas máficas con orientación oeste-este de unos 500 m de longitud. Al lado de esta franja se encuentran también intrusiones de rocas ultramáficas. Cerca del río Voxnan hay rocas sedimentarias fuertemente metamorfizadas, de aspecto parecido al gneis, así como rocas volcánicas, también fuertemente metamorfizadas, llamadas porfidoLoos. En la zona basal del río Svartån se encuentra también una delgada franja de calizas. Estas rocas y las principales estructuras tectónicas son en parte debida a los movimientos orogénicos que formaron la cadena montañosa llamada Svécofennides (hace alrededor de 1.800 millones de años).
Además de las rocas del basamento, Hamra incluye una serie de rocas de la última edad de hielo. De hecho, el inlandsis que cubría Suecia ha dejado morrenas,  de las cuales algunas forman pequeñas colinas. Cerca del río Voxnan, el suelo está cubierto con un espesor considerable de sedimentos provenientes de antiguos sandar. Aparte de estas colinas de origen morrénico, los glaciares han dejado su huella en la topografía en forma de calderas, en las que se encuentran pequeños lagos, así como el cañón del Svartån, que fue formada por los caudalosos ríos, tras la retirada de los glaciares. Este período fue breve, el cañón no ha alcanzado grandes dimensiones.

## Espacios naturales

### Bosques

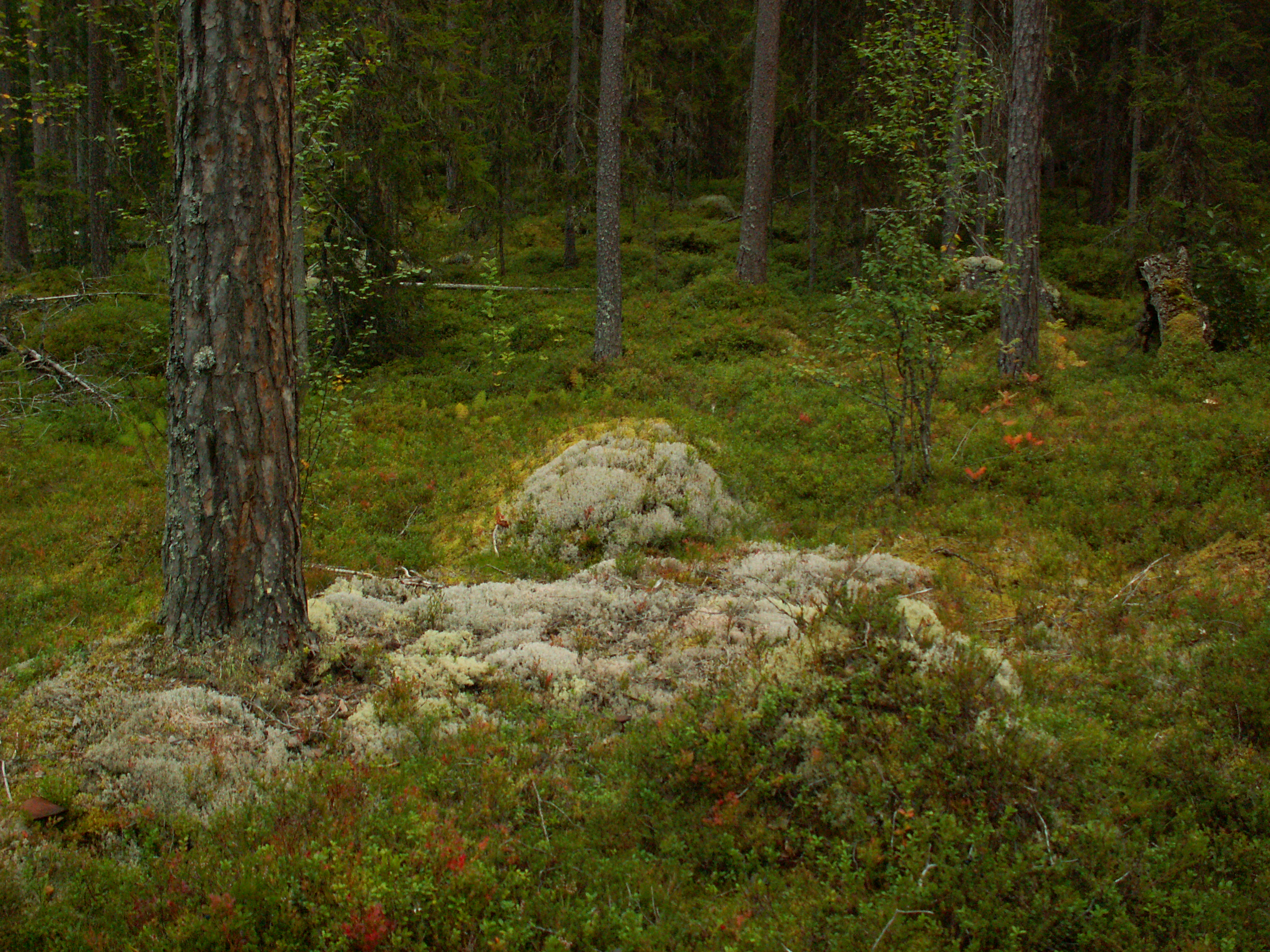
Bosque primitivo del Parque nacional de Hamra.

La mayor parte del parque natural de Hamra (789 hectáreas, o sea un 57%) está cubierta por bosques, principalmente de coníferas, típico de la taiga escandinava y rusa., La edad de los árboles de estos bosques varía bastante en el interior del parque: algunas zonas de la nueva ampliación de 2011 están cubiertas de bosques muy jóvenes, muy afectados por la explotación forestal, mientras que en otras zonas los árboles alcanzan los 400 años. Estos últimos tienen un alto grado de naturalidad, por lo que pueden ser calificados como bosque primario (en sueco Skog) o al menos como bosque antiguo (Naturskog). Este tipo de bosque prácticamente ha desaparecido en Suecia y en el resto de Europa, a pesar de ser el dominante a finales del siglo XIX. En nuestros días, se estima que la proporción de estos bosques es del orden del uno por mil en todo el país. Muchas zonas del parque contienen estos bosques: se trata principalmente de las zonas del antiguo parque natural y zonas de difícil acceso en el interior de la marisma de Svartåmyran, así como las antiguas reservas de Svartåvallen y Svartågrenen.

#### Flora
La especie arbórea dominante es el pino silvestre, pero la Picea común también es frecuente. El equilibrio entre estas dos especies va evolucionando a lo largo del tiempo y está particularmente marcado por los incendios forestales: después de un incendio, los pinos se desarrollan primero, pero con el tiempo las piceas recuperan el camino emprendido por los primeros. O sea, los pinos necesitan de incendios cada cierto tiempo para poder ser la especie dominante. Eso también explica por qué los árboles más viejos del parque son pinos, llegando incluso a los 400 años, mientras que las piceas más viejas tienen alrededor de 300 años. De los estudios realizados se desprenden que los incendios se producían en la zona, de media, cada 70 años. Un incendio particularmente importante tuvo lugar en 1703, lo que explica que pocos árboles tengan más de 300 años. El último incendio del que se tiene noticia data de hace 150 años; se han hecho mucho menos frecuentes, y son severamente combatidos por el hombre.

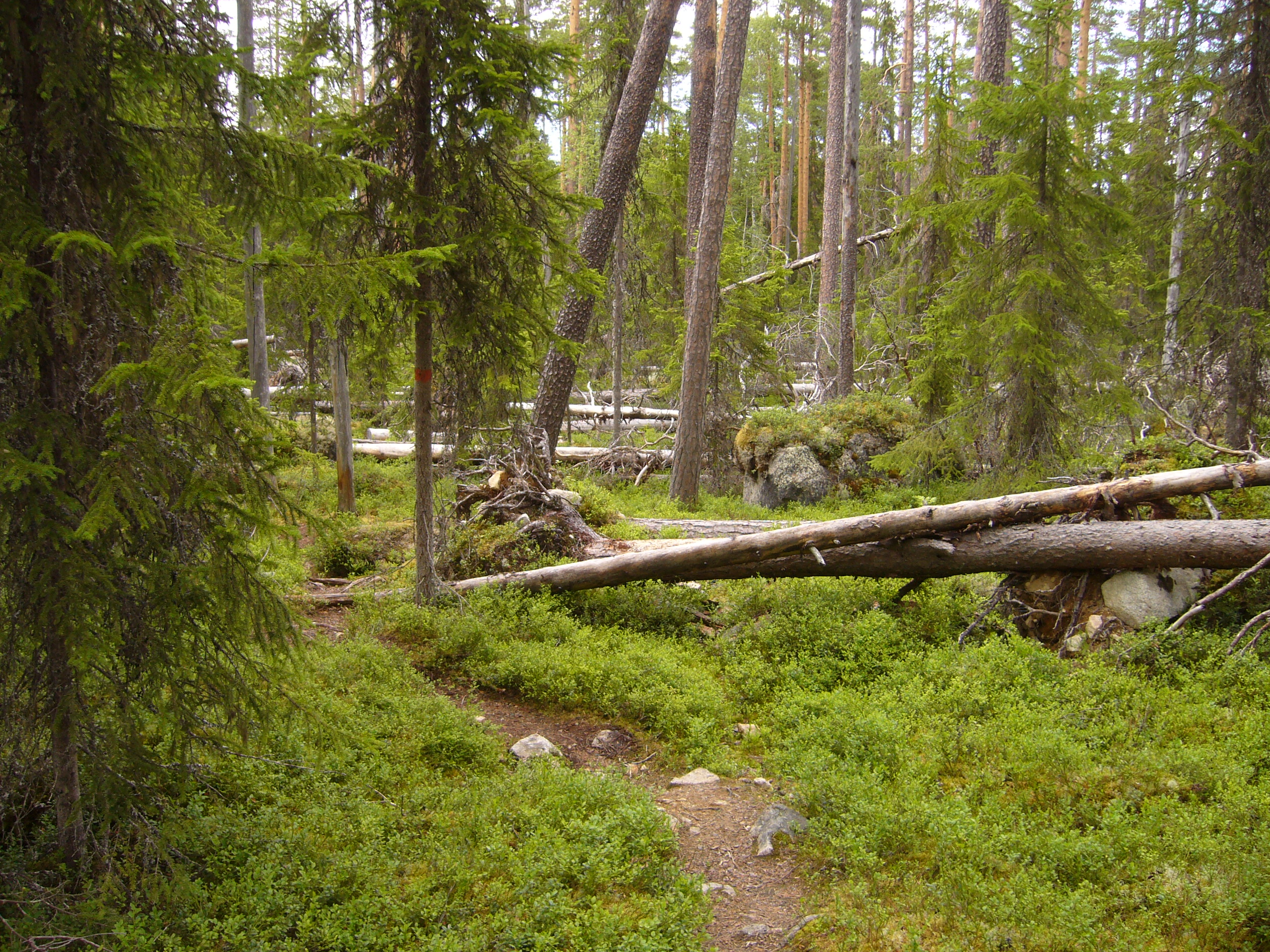
Los bosques del parque contienen mucha madera muerta que son la base de su riqueza natural.

Estos bosques antiguos son un sustrato particularmente importante para una rica fauna y flora. Esto es debido, en particular a la presencia de bosque muerto. El bosque muerto es degradado sucesivamente por numerosas especies, en particular musgos, hongos e insectos, · Pero debido a la explotación de la mayor parte de los bosques suecos, un gran número de especies localizadas en los bosques antiguos son actualmente amenazadas en el país: de las 4.000 especies presentes en la lista sueca de especies amenazadas en 2010, unas 2.000 se localizan en los bosques viejos. ·
Así, el parque contiene la mayor parte de los musgos amenazados, en particular muchas hepáticas, tales como Calypogeia suecica, Cephalozia catenulata y Anastrophyllum hellerianum, a menudo consideradas como bioindicadores de la riqueza de un bosque. Se encuentran también algunas especies interesantes de líquenes: sobre el suelo desnudo se desarrollan algunas especies del género Cladonia, mientras que sobre los árboles se desarrollan las usnea. Es notable la presencia de Alectoria sarmentosa, con algunos especímenes que alcanzan hasta 1 metro. El parque es particularmente rico en setas lignívoras características de la taiga original. Sin embargo, el parque no es rico en setas comestibles. Musgos, hongos y líquenes constituyen, junto a los árboles, lo esencial de la vegetación, siendo el suelo relativamente pobre. Entre las raras plantas vasculares presentes en el parque pueden citarse el Empetrum nigrum, así como algunas especies de orquídeas, tales como Dactylorhiza incarnata, Dactylorhiza maculata, Goodyera repens y Listera cordata.

#### Fauna
h

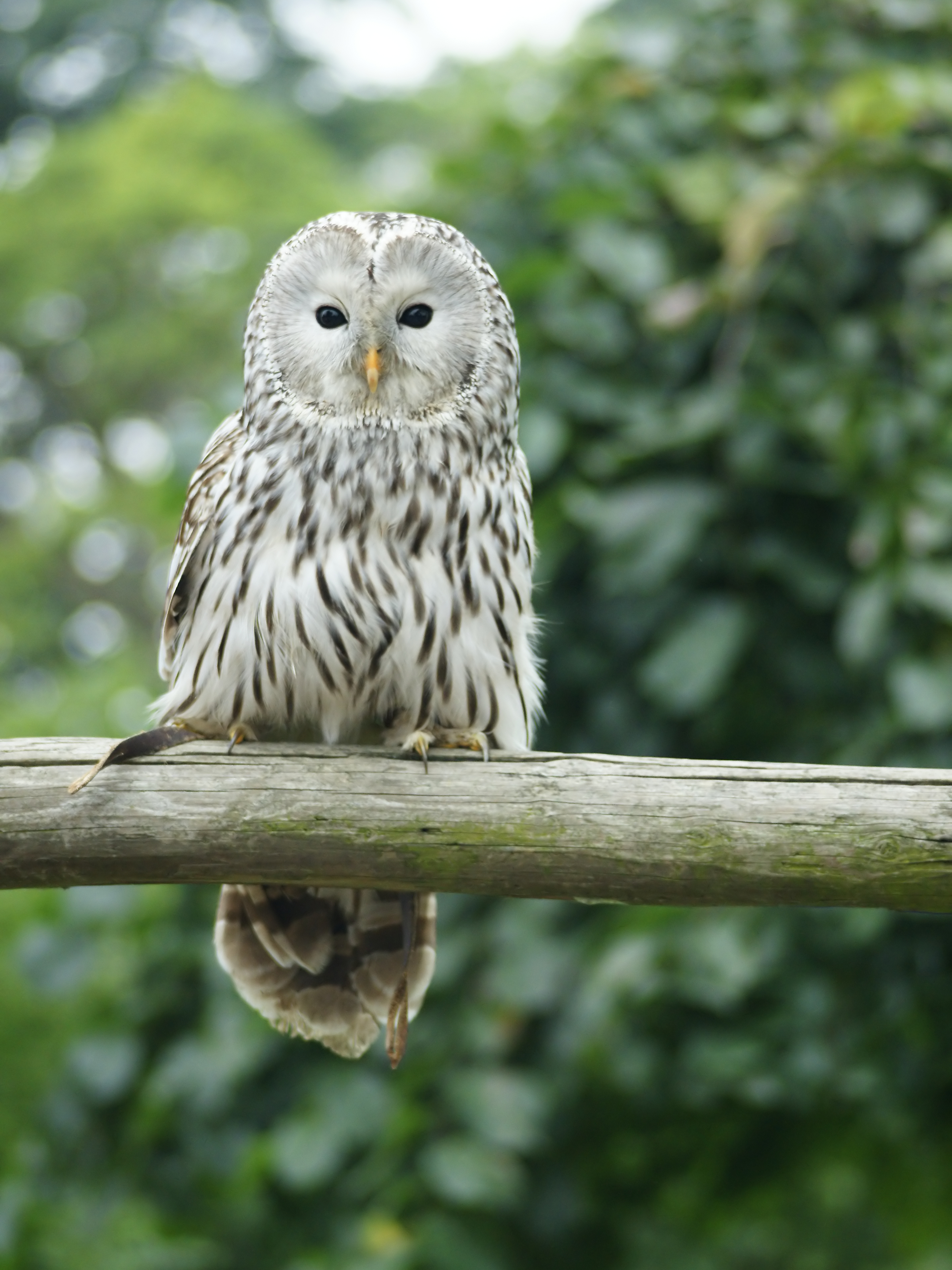
El cárabo de los Urales, uno de los emblemas del parque.

De la misma manera que para los musgos y hongos, los bosques antiguos como los existentes en Hamra son necesarios para la supervivencia de un gran número de especies de insectos. Se trata principalmente de coleópteros, que se nutren de madera muerta. Entre estas especies, el Bius thoracicus era el símbolo del parque hasta su ampliación en 2011. Las especies de coleópteros del parque fueron inventariadas desde 1927, lo que permite seguir la evolución de las especies en un gran intervalo de tiempo: con ello se ha detectado que muchas especies han desaparecido de Hamra desde entonces. La principal explicación de esto era que el parque era demasiado pequeño para proteger eficazmente algunas especies. Esto es más marcado sobre ciertas especies que intervienen únicamente en algunos estadios concretos de la descomposición de un bosque y que tienen necesidad de que los árboles mueran regularmente, algo que en un parque de una veintena de hectáreas no se podía asegurar. Otra razón es que muchas especies están específicamente ligadas al bosque quemado por los incendios, pero estos últimos se han vuelto un fenómeno raro. Los coleópteros no son los únicos insectos que necesitan los bosques antiguos para vivir. También se encuentran en el parque mariposas nocturnas como Xestia sincera, antes muy común en Suecia pero hoy clasificada como en peligro en la lista roja sueca. La razón de ello es que sus larvas se camuflan entre los líquenes colgantes de las ramas bajas de las Piceas, los cuales no se encuentran en los bosques en explotación.
Algunas aves también aprecian particularmente los viejos bosques de Hamra. Puede ser indirectamente, por el hecho de nutrirse de insectos, o ser ellos mismo dependientes de la madera muerta, como en el caso del Picoides tridactylus, especie amenazada en Suecia, que gusta de alimentarse de larvas de coleópteros. También puede tratarse de una cuestión de hábitat: el cárabo de los Urales, por ejemplo, aprecia particularmente los árboles huecos, árboles viejos comidos por los hongos en su interior. Por último, el parque es rico en pájaros carpinteros y rapaces nocturnas (lechuzas y búhos).
Los mamíferos son mucho menos sensibles a la edad del bosque, por lo que se encuentran en el parque los mamíferos habituales en esta región de Suecia. Hay una importante población de alce eurasiático y de corzo y la población de oso pardo figura entre las más densas del país. El lince europeo es también un visitante habitual del parque. El parque no forma parte del territorio de ninguna familia de lobo gris, aunque una familia se encuentra situada al sur del parque y otro algunos kilómetros al este. Algunos individuos solitarios pueden atravesar ocasionalmente el parque. También puede verse al glotón, que progresivamente está reconquistando territorio en el bosque, tras haber sido cazado en el pasado y haber sido relegado a lugares montañosos en los Alpes escandinavos.
|                      |
| El arrendajo funesto |

| |
| La población de glotones está aumentando de nuevo en los bosques de Suecia, y algunos pueden ser observados en el parque. |

### Zonas húmedas

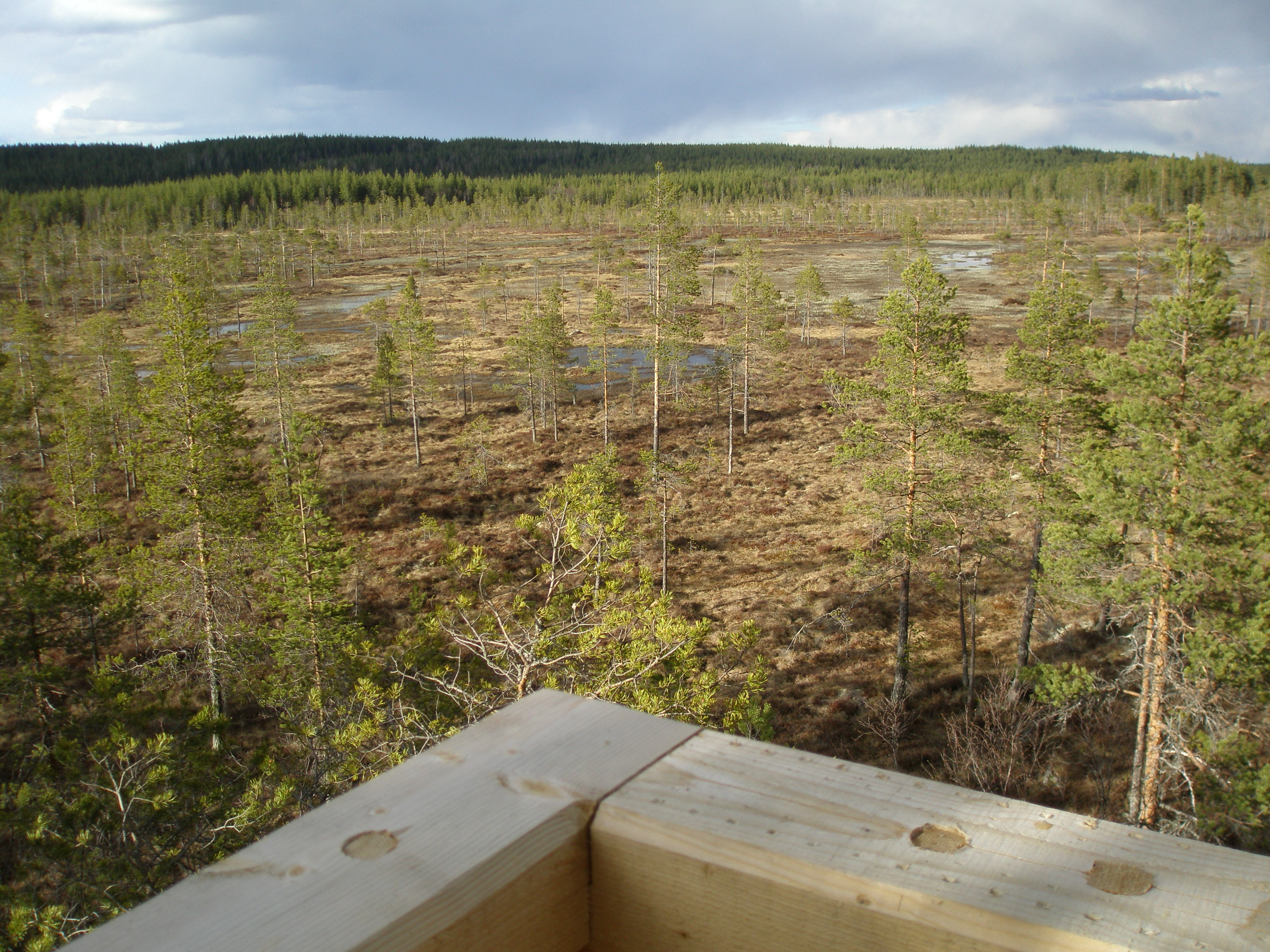
Un área de Svartåmyran, vista desde la torre de observación del parque.

Alrededor del 45% de la superficie del parque de Hamra está formado por marisma, entre la que destaca el basto complejo de Svartåmyran. Una parte de estas zonas húmedas es relativamente pobre en minerales y tiene como especies de plantas características a Hammarbya paludosa, Eriophorum gracile y el musgo Lycopodiella inundata. Sin embargo otras están alimentadas por distintas corrientes, en particular el río Svartån, que aportan entonces minerales que permiten una mayor riqueza. En estas zonas se desarrollan entre otras Saussurea alpina, Parnassia palustris y Carex buxbaumii. En algunas zonas húmedas el suelo es calcáreo, lo que permite desarrllar otras especies, en particular numerosas especies de musgos raros en Suecia.

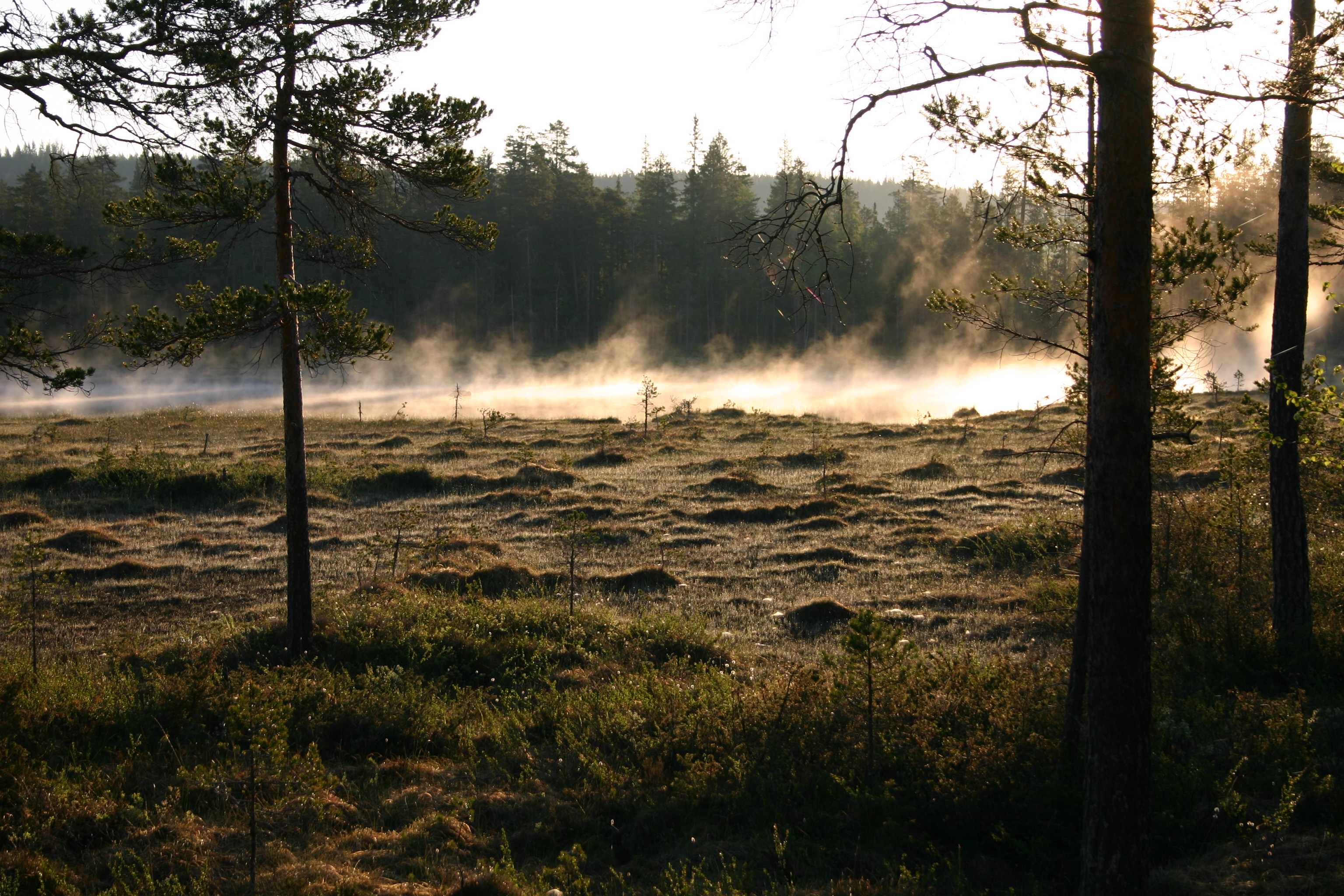
Bruma sobre el parque.

En las zonas próximas de las zonas húmedas, así como en los islotes que hay dentro de ellas, se desarrollan algunos árboles. Allí son raras las coníferas, las cuales dejan su lugar a los árboles caducifolios, en particular los abedules, sauce caprino y, a veces aliso gris. Ciertas especies de líquenes raros están asociado a los sauces como la Lobaria pulmonaria y la Lobaria scrobiculata.
Las marismas del parque tienen la más rica avifauna de la zona, tanto en número de especies como en número de individuos. Esto es en parte debido a su tamaño, pero también a su estructura con muchos pequeños lagos poco profundos que son especialmente apreciados por los insectos para su reproducción. Estos insectos y otros invertebrados forman la base de la alimentación de numerosas especies limícolas y pájaros. En las zonas más húmedas, en el corazón de la turbera de Svartåmyran, es donde el número de aves es más importante. Las principales especies enumeradas son la grulla común, el cisne, el lagópodo común, el chorlito dorado común, la agachadiza común, el archibebe claro, el andarríos grande, el andarríos bastardo, el andarríos chico, el bisbita pratense y la lavandera boyera.
Tres especies de peces se encuentran en las aguas del parque: el piscardo, el carrasco espinoso y la trucha común.
|                |
| Un gallo lira. |

|                    |
| Un lagópodo común. |

|                   |
| Una grulla común. |

## Historia

### Prehistoria y Edad Moderna
La región se encuentra poblada desde la Edad de Piedra. Se trata entonces de una cultura de cazadores-recolectores del Norrland. Así, en el distrito de Los, por ejemplo, se encontraron 35 viviendas de la Edad de Piedra, en particular a las orillas de los lagos. También se encontraron una treintena de enterramientos, probablemente de esa época, aunque hayan sido utilizados posteriormente. No obstante, en el parque mismo no existe ningún resto de estas época.
Durante la Era de Vendel (entre 550 y 800 a. C.), la explotación de limonita se generalizó en toda la Dalecarlia y la Hälsingland. Se encuentran muestras de estas actividades en toda la zona, y en particular en un lugar en el parqu donde la limonita era quemada.
Los estudios de palinología efectuados en el parque muestran que entre 1300 y 1600 el bosque se aclara y la cantidad de píceas disminuye en provecho del pino lo que indica que el bosque fue aprovechado en la Edad Media como zona de pastos. Es difícil saber quienes utilizaron estos bosques hasta la Edad Media: pueden ser los lapones o los finlandeses, pero las hipótesis actuales tienden a pensar en prácticas trashumantes por parte de los suecos.

### Los finlandeses de los bosques
A partir de principios del siglo XVII, esta región relativamente despoblada, comenzó a ser colonizada por los finlandeses (Finlandia era entonces una parte de Suecia). Estos finlandeses fueron llamados Skogfinn (finlandeses de los bosques), y formaron muchas ciudades, entre ellas Hamra, agrupadas en lo que se llama  Orsa finnmark (literalmente, las tierras finlandesas de Orsa). Esta colonización estaba promovida por el estado sueco, en particular con una exención de impuestos durante 6 años a los recién llegados. La razón era intentar colonizar esas zonas aisladas del reino.
Estos finlandeses eran maestros en la técnica del cultivo de la tierra por medio del quemado de los bosques de coníferas y ese era mayoritariamente su medio de vida a comienzos del siglo XVII. El centeno era la principal planta cultivada. En paralelo a este modo de cultivo, los finlandeses practicaban la recogida de heno de los pantanos, la caza y la pesca.
Durante el siglo XVIII, la importancia del cultivo sobre quemado disminuye en provecho de una agricultura fija, con especies dominantes como el centeno y la cebada. La razón de este cambio parte de una legislación que busca proteger los bosques para destinarlos a las actividades mineras.

### Época moderna

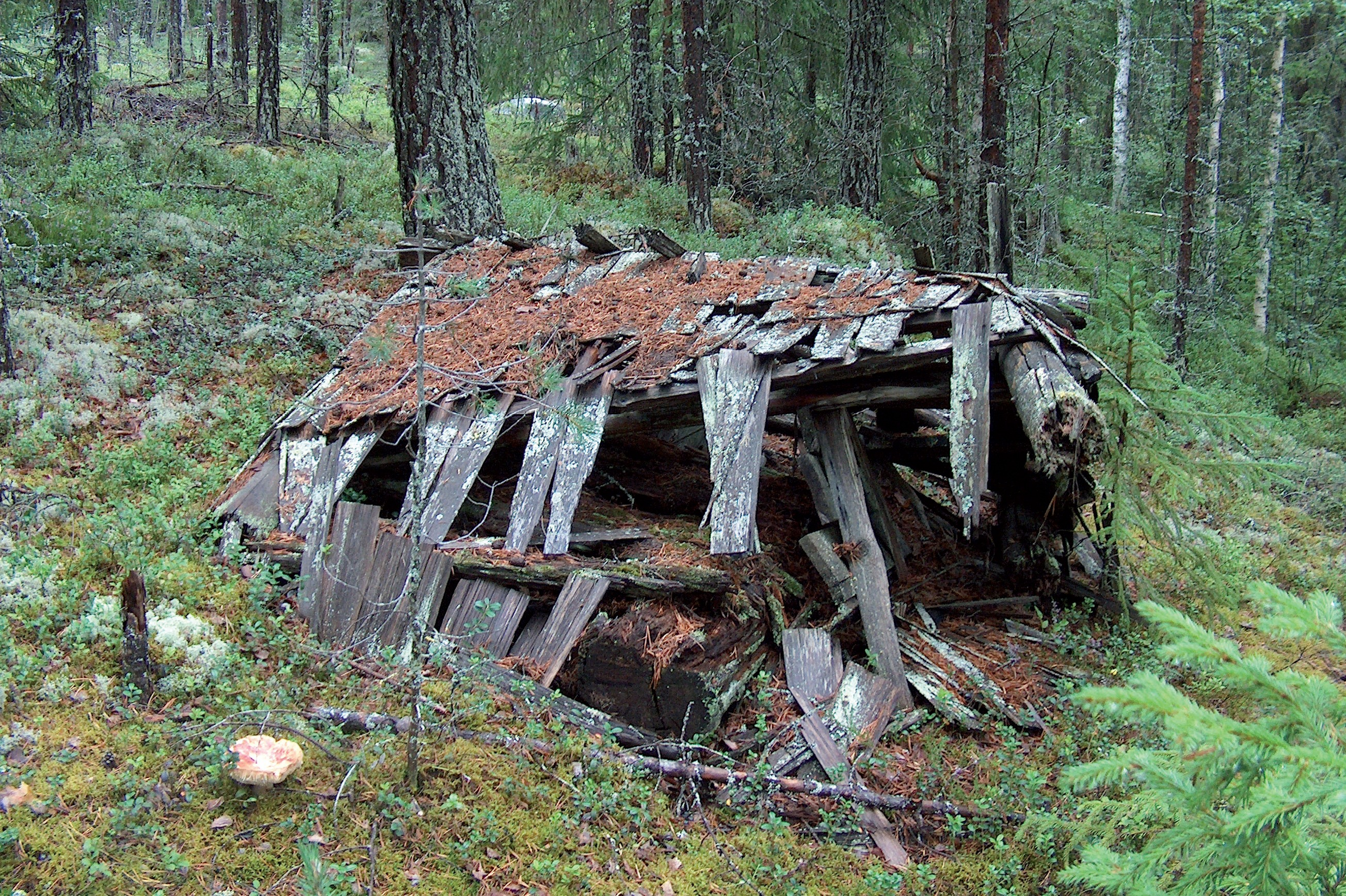
Restos de una vivienda de madera utilizada por los carboneros.

En la segunda mitad del siglo XIX, los bosques de la región sufrieron importantes cambios. Los bosques son vistos entonces con todos su valor comercial y comienza su explotación en serio. En 1849 se intenta el transporte de troncos mediante flotación por el río Voxnan, pero resulta poco adecuado. En 1855, se reemprenden los trabajos para facilitar esta actividad, la cual pudo retomarse seriamente en 1869, continuando hasta 1966. Aún pueden observarse los cambios que se realizaron en el curso del río para facilitar dichas labores. Hasta entonces no pudo comenzar la explotación maderera en los bosques del parque de Hamra. Más concretamente, la explotación comienzan en 1884 (o sea, entre 20 y 40 años después que en el resto de los bosques del norte del país) lo que permitió que 37.000 hectáreas fueran clasificadas como Kronopark: una zona de bosque propiedad del estado sueco para su explotación.
Así, diversas actividades comenzaron a ser realizadas en los bosques. Una parte del bosque era utilizado como lugar para la fabricación de carbón vegetal o de alquitrán de hulla (un producto viscoso obtenido por carbonización y posterior destilación del pino). Los restos de antiguas muelas de carbón, así como un foso de alquitrán de hulla, son todavía visibles en el parque. Próximo a un molino se encuentran también las ruinas de una vivienda en madera utilizada por los carboneros. La importancia del carbón estaba inicialmente ligada con la producción de hierro extraído en las ricas minas de la región. Esta actividad sufre un resurgimiento en 1909 con la apertura de la línea ferroviaria entre Orsa y Sveg que pasaba por las proximidades, justo hasta su electrificación en la década de 1950. Algunas zonas húmedas, como las del noroeste de Svartåmyran y el lago Svansjön, fueron drenados para recuperar tierras forestales, sobre todo entre 1910 y 1950, lo que llevó a una gran disminución de la superficie del lago Svansjön.
A pesar de esta intensificación en la explotación del bosque, algunas pequeñas zonas no tuvieron suficiente tiempo para ser explotadas antes de ser protegidas y conservaron sus viejos bosques. Así, el Svartån no fue jamás utilizado para la flotación y conserva su curso natural. Dos pequeñas represas se construyeron en las proximidades del parque: la más antigua de 26 metros y una nueva de 15 m de altura y 40 de longitud. Su función no está del todo clara, pero parece que la antigua estaba asociada a un molino, mientras que la nueva permitiría evitar la inundación de la carretera durante las crecidas del río.·

### Creación del parque

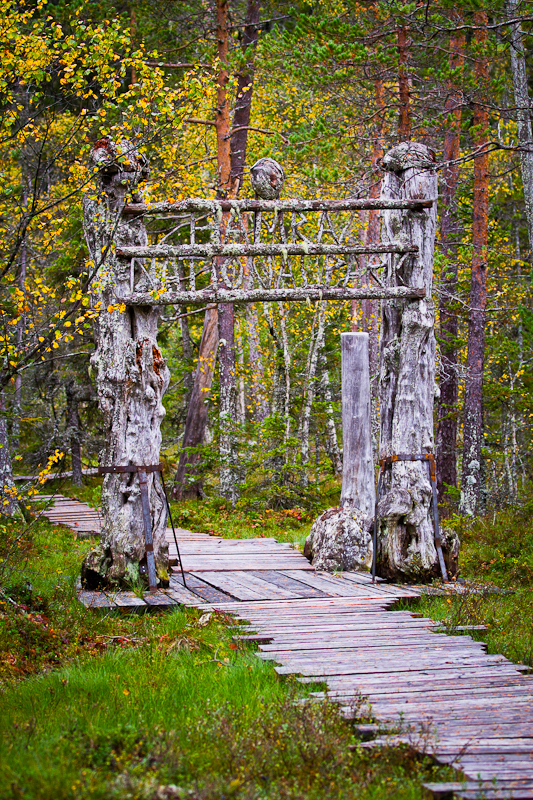
Entrada del parque primitivo.

A finales del siglo XIX, la voluntad de proteger la naturaleza comienza a hacerse eco entre los científicos y los ciudadanos. Este movimiento encuentra en particular su origen en un artículo de 1880 del explorador Adolf Erik Nordenskiöld que fue uno de los primeros en proponer crear parque nacionales, inspirado en los primeros parques nacionales americanos. La idea se retomó en 1904, motivada por un discurso dado en Suecia por el botánico alemán Hugo Conwentz, sobre 

los peligros que amenazan los paisajes naturales ..... y propuestas para su protección

. El mes siguiente, el botánico sueco Karl Starbäck de la Universidad de Upsala, propone la cuestión en el Parlamento, en el que era miembro. Se crea entonces un comité de protección de la naturaleza en el seno de la Real Academia de las Ciencias de Suecia para escoger qué zonas deberían ser protegidas. En 1905, el comité sugiere que una parte del Kronopark de Hamra debería ser parque nacional. La proposición abocaría en 1909 e la creación de los nueve primeros parque nacionales de Suecia y de Europa, entre los que se encontraba el de Hamra.
Los objetivos del parque nacional eran primeramente científicos: se trataba de conservar un bosque virgen para que los científicos pudieran estudiar allí la naturaleza sin la interacción con el hombre. De hecho, no era necesario que el parque fuese muy grande, y se decidió que el parque debería cubrir 20 ha de bosque (además de 8 hectáreas de humedales y lagos). En esta época, las zonas no afectadas por la industria forestal en el Kronopark no faltaban, pero la zona escogida tenía la ventaja de tener fronteras naturales gracias a los humedales y lagos. Entonces el parque fue cartografiado más precisamente, llegando a determinar que la superficie de bosque era de 23 ha. En 1911 se decide desclasificar 3 Ha del parque para volver al plan inicial·. Las 3 unidades desclasificadas estaban en la zona de la entrada del parque nacional.
En esta época, el parque estaba considerado como un bosque primario, es decir, jamás afectado por el hombre. Las señales de presencia humana se habían encontrado, pero nada indicaba que el bosque hubieses sido explotado nunca. Se sabía que la zona había estado sometida a pastos de ganado, pero parecía improbable que la zona del parque pudiera atraer a los animales, y que no había ninguna planta interesantes para ellos. Pero en 2001, la bióloga Eva-Maria Nordström publicó un estudio palinológico que demostró la práctica del cultivo mediante la técnica de tierra quemada en el parque, poniendo fin a la idea de bosque primario. Eso no quita nada a la riqueza del bosque, ya que ese tipo de cultivo han tenido la misma influencia que los incendios que se producen de forma natural en los bosques.

### Ampliación del parque

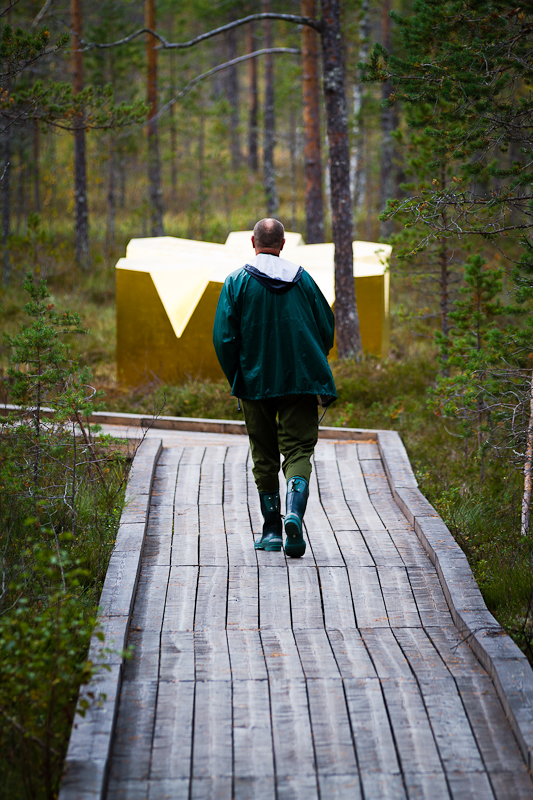
Hamra es el primer parque nacional en lucir el nuevo símbolo que los identifica.

La visión de lo que debía ser un parque nacional en Suecia evolucionó. La idea de que una zona conservada pudiera tener un interés estético y turístico comienza a aparecer a mediados del siglo XX, una vez que la importancia de la protección de los ecosistemas era una idea consolidada Por estas razones, un parque nacional no podía ser demasiado pequeño y, en los años 80 del pasado siglo, se establecieron nuevas reglas que imponían, entre otras cosas, que un parque nacional debía tener al menos 1.000 ha. Hamra, de una superficie tan solo de 28 ha, no cumplía esta condición y en el plan director de los parques nacionales de 1989 fue propuesto para su desclasificación como parque natural para ser clasificado como reserva natural. Esta idea hizo aparecer numerosas protestas tanto a nivel local como nacional. En su lugar, se propuso entonces expandir el parque, ya que tanto los humedales de Svartåmyran y el curso del río Svartån parecían tener un gran valor biológico y estético. En 1986, 144 ha de bosque y de marismas fueron también protegidas en los alrededores del parque, pero el parque en sí mismo no fue ampliado. En 1998, 180 ha, incluyendo el parque, fueron incluidas en la Red Natura 2000.
Al escribir el segundo plan director de los parques nacionales, en 2006-2007, varios informes recientes habían señalado el valor de los bosques y los pantanos alrededor del parque de Hamra, por lo que se propuso finalmente ampliar el parque hasta una superficie total de 1.060 ha. Tanto la población de Ljusdal como la provincia de Gävleborg lo aprobaron. Los límites fueron elegidos para contener principalmente las áreas de interés biológico, es decir, los humedales y antiguos bosques. Sin embargo, esto fragmentaba un tanto el parque, y en particular, la zona norte de la carretera de acceso al parque, con sus bosques jóvenes, se encontraba fuera, mientras que la zona al sur se encontraba en el parque. Esto era considerado como algo negativo para los visitantes del parque, que no tendrían la sensación de estar inmersos en un bosque antiguo al llegar por la carretera. Se hizo entonces una nueva propuesta que añadía otras 248 hectáreas al parque, con la idea de que esta zona de bosque joven llegaría a ser un bosque viejo si se le daba la oportunidad. Se organizaron quemas controladas para proporcionar un sustrato favorable a la reconstrucción de un bosque rico. Al final, la zona contiene tres antiguas reservas naturales: la reserva de Svartåvallen (7,6 ha), creada en 1937; la reserva de Svartågrenen, de 30 ha, creada en 1961 y la reserva de Långsvedjan, de 7,4 ha, creada en 1949. El nuevo parque, de una superficie total de 1.383 ha, fue inaugurado el 16 de septiembre de 2011. tras una ceremonia de apertura que concentró a un millar de personas.

## Gestión y reglamentación
Como la mayor parte de los parques nacionales de Suecia, la gestión y administración se encuentran divididas entre la agencia sueca de protección del medioambiente (Naturvårdsverket) y el consejo de administración de las provincias (Länsstyrelse). Naturvårdsverket está encargada de la propuesta de nuevos parques nacionales o de su ampliación, consultando la opinión de las provincias y municipios, y la creación está sometida a votación en el parlamento sueco. El terreno es comprado para el estado por la agencia de protección del medioambiente. A continuación, el parque es principalmente gestionado por las autoridades regionales, es decir por el consejo de administración provincial de Gävleborg en el caso del parque de Hamra.
Para la gestión, el parque de Hamra se encuentra dividido en tres zonas, que permiten conciliar las actividades turísticas con la protección de la naturaleza. La zona I es la zona salvaje o de poca actividad y es la más amplia del parque, conteniendo pocas o ninguna infraestructuras. La zona II, zona de alta actividad, comprende los lugares cercanos a las tres entradas, que contienen la mayor parte de senderos e infraestructuras para los visitantes. Y la zona III, corresponde a las tres entradas y sus lugares inmediatos, con las infraestructuras concebidas para acoger un gran número de visitantes y repartirlos a los senderos de la zona II.
El parque de Hambra es también único en Suecia (junto al de Söderåsen) en el sentido que, después de su ampliación, contiene zonas muy afectadas por las actividades humanas (bosques jóvenes, zonas pantanosas y lagos desecados....) Se decidió emprender una restauración activa de la naturalidad de estas zonas. Los bosques se han dividido en cuatro tipos para ejercer la gestión adecuada. Una zona de bosque primario o antiguo de 104 Ha que contiene el parque primitivo se deja desarrollar naturalmente. La lucha contra el fuego en los bosques se realiza siempre que sea necesario. Diecisiete hectáreas de jóvenes bosques aislados en Svartåmyran constituyen una segunda zona, que será cultivada en una primera fase para restaurar su naturalidad, saneando alguno árboles como los sauces y alisos, para posteriormente dejada a su suerte, ya que los incendios no se van a producir en esta zona al estar en el corazón de la marisma. La tercera zona comprende 123 ha de bosques mayoritariamente jóvenes que deben ser saneados entre 2010 y 2025 para restaurar su naturalidad y después quemados a intervalos regulares para reproducir los ciclos de incendios naturales y permitir a la fauna y la flora, mediante estos incendios, desarrollarse. Por fin, la última zona, de una extensión de 430 ha, comprenden bosques ancianos y jóvenes en las que la gestión se decidirá a partir de 2025 a la vista del resultado de las otras zonas.
Una gestión bastantes similar está prevista para las 541 ha de zonas pantanosas para las cuales los sistemas de drenaje serán eliminados progresivamente para restaurar la naturalidad de las partes afectadas, dejando a la naturaleza actuar por sí misma. También se van a realizar estudios de aquí a 2015 para analizar las medidas a llevar en los lagos del parque.

## Turismo

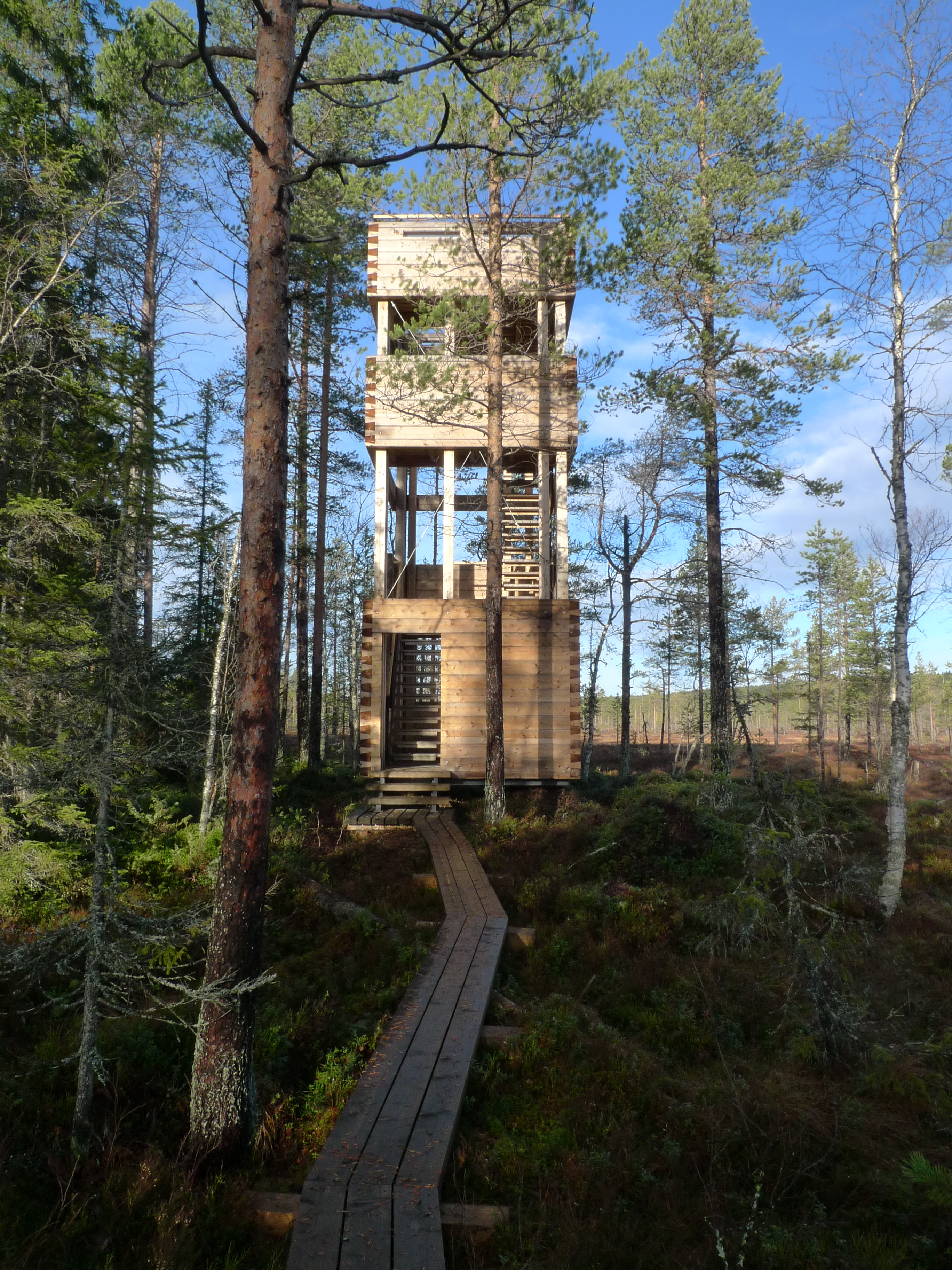
Torre de observación sobre el pantano de Svartåmyran.

Hasta su ampliación, Hamra recibía alrededor de 5.000 visitantes al año (2008), sobre todo turistas nacionales, aunque también había algunos extranjeros, en particular alemanes. La mayor parte de los visitantes lo hacían entre junio y septiembre, y no se quedaban más de una jornada en el mismo, con pernoctaciones de una noche en los alrededores. Sin embargo, con la ampliación de 2011, el número de visitas al parque debería aumentar. Esto es todavía más probable ya que Hamra es el primer lugar donde se probará la nueva estrategia turística de los parques nacionales suecos. El parque también cuenta con el nuevo símbolo de los parques nacionales: la corona de oro, que simboliza el hecho de que los parques nacionales son las "joyas de la corona sueca de la naturaleza". Hamra y es un proyecto piloto para la implementación de esta estrategia a otros parques en el país.
Una de las principales razones que atraen al visitante al parque es el atractivo del viejo bosque, con el sentimiento de estar en un entorno casi virgen no afectado por la actividad humana. El aspecto educativo de la visita, con su diversidad natural (flora y fauna del bosque y de los humedales, el impacto del fuego, geología...) también puede motivar a los visitantes. Para satisfacer esta necesidad de conocimiento, se sitúan numerosos paneles informativos cerca de los puntos de interés, así como una torre de observación construida para tener una vista privilegiada sobre Svartåmyran, una antigua turbera y actual zona pantanosa.
También se ha mejorado la accesibilidad al parque con la antigua entrada al Parque Nacional (entrada principal), la entrada a la reserva de Svartågrenen, y las entradas de Svartåmyran y Svartån (cerca de Voxnan). A todas estas entradas se accede por un pequeño camino en el bosque que los conecta a la ruta europea 45, con sus correspondientes lugares de estacionamiento y paneles de información. La red de senderos también se ha mejorado: consiste en un sendero circular de 3 kilómetros de longitud en el parque viejo y otro sendero de 1 km en la reserva de Svartågrenen. En la actualidad existe un amplio camino por el parque y conexiones con las nuevas entradas. Entre las mejoras realizadas se encuentra la adaptación del bucle situado en el antiguo parque para hacerlo accesible mediante silla de ruedas.
|                                                       |
| Paneles de información cerca de la entrada principal. |

|                                                              |
| Camino con planchas de madera en las zonas de gran tránsito. |

|                                                                             |
| La corona dorada (símbolo de los parques nacionales) en el parque de Hamra. |